# Сови, Альфред
Альфред Сови (фр. Alfred Sauvy; 31 октября 1898[…], Вильнёв-де-ла-Рао — 30 октября 1990[…], Париж) — французский демограф, антрополог, социолог, историк, экономист и международный общественный деятель.

## Биография
В 1946 году Сови основал Национальный институт демографических исследований Франции. Стал учредителем национального журнала «Population». Написал и опубликовал более 20 книг по демографии, социологии и прочим проблемам исторического общественно-политического характера. В центре интересов Сови находилось взаимодействие населения и экономики. 
Учёный долгое время возглавлял Комиссию по населению ООН. 
Является автором понятия «Третий мир», который впервые появился в журнале L’Observateur 14 августа 1952 года, в котором он сравнил страны третьего мира с третьим сословием в традиционном обществе.

## Взгляды
По своим политическим взглядам Сови был близок к «демократическому социализму». По мнению Сови, технический прогресс должен в целом вести к увеличению занятости населения, а не к её сокращению. Сови также рассматривал демографию как «очеловеченную» совокупность политэкономии и социологии, которые призваны измерять общественные проблемы не в денежном исчислении, а в богатстве человеческого капитала. Сови также был автором многочисленных работ по социальной психологии, проблемам общественного, государственного устройства, экономической истории своей страны и различным актуальным проблемам внутренней и внешней политики Франции. Активно призывал к устранению экономического неравенства между развитыми и развивающимися странами. Вместе с тем для Сови также характерно типичное для французских реформистов одностороннее истолкование марксизма, при котором в своих последних работах он увлекается мелкобуржуазно-радикальными идеями. Сови по своему духу всегда был пацифистом, выступая как активный сторонник мирного сосуществования двух систем. Также поддерживал экономическое и культурное сотрудничество между Францией и СССР.

## Научные труды
В 1977 г. в издательстве «Прогресс» был напечатан русский перевод двухтомника Альфреда Сови «Общая теория населения» (v. 1-2, 1952-54, рус. пер., т. 1-2, 1977). В данной работе учёный исследует соотношение социальных и биологических процессов в воспроизводстве населения, а также воздействие демографических процессов на общественное, в том числе экономическое развитие. В нём Сови осуждает «мальтузианский культ богатства» и материализма, а также подчёркивает то что подлинное богатство общества заключается в развитии его человеческого потенциала, особенно в области научных знаний, технического прогресса и повышения производственной квалификации людей.
К другим важным работам относятся «От Мальтуса до Мао Цзэдуна» («De Malthus а Мао Tse Toung», 1958), «Мальтус и два Маркса» («Malthus et les deux Marx», 1963), «Мифология нашего времени» («Mythologie de notre temps», 1965). В них учёный критикует мальтузианство, выявляет аргументированную зависимость определения «оптимум населения» от уровня технического прогресса и типа социально-экономического развития общества, выявляет соотношение между демографическими и экономическими инвестициями.
В таких трудах как «Нулевой рост?» («Croissance zero?», 1973), «Конец богатых» («La fin des riches», 1975) и «Стоимость и ценность человеческой жизни» («Cout et valeur de la vie humaine», 1977) Сови выступает как яркий критик экологического пессимизма.
В своих книгах, таких как «План Сови» («Le plan Sauvy», 1960), «Социализм в условиях свободы» («Le socialisme en liberte», 1974) и др. учёный выступает как сторонник модели «смешанного общества» по примеру Швеции.

## Математические модели
К изобретениям Сови относится коэффициент постарения Сови. Демограф считал что из всех современных процессов именно демографическое старение наиболее просто поддается измерению, является наиболее последовательным в своем развитии, наиболее приспособленным для прогнозирования и наиболее тяжелым по своим последствиям.